# Малавийско-нигерийские отношения
Дипломатические отношения между Малави и Нигерией были установлены в 1964 году. Посольство Нигерии, использующееся для взаимодействий с Малави, располагается в Лусаке, Замбия, в то время как посольство Малави, использующееся для взаимодействий с Нигерией, находится в Аддис-Абебе, Эфиопия.

## Ранняя внешняя политика
В 70-х годах в сферы сотрудничества между двумя странами включались сельское хозяйство, национальная безопасность.

## Текущая ситуация
В настоящее время Малави предпринимает шаги к установлению более тесных взаимоотношений с Нигерией.